# Ontsira alboapicalis
Ontsira alboapicalis är en stekelart som beskrevs av Sergey A. Belokobylskij 1998. Ontsira alboapicalis ingår i släktet Ontsira och familjen bracksteklar. Inga underarter finns listade i Catalogue of Life.